# Romana Czapik
Romana Czapik (ur. 26 stycznia 1929 w Krakowie, zm. 21 lutego 2008 tamże) – polska uczona, botaniczka, specjalizująca się w embriologii roślin. Profesor związana z Uniwersytetem Jagiellońskim.

## Życiorys
Urodziła się 26 stycznia 1929 roku w Krakowie, jej ojcem był Piotr Czapik, nauczyciel geografii. Ukończyła szkołę podstawową w Krakowie, a w czasie II wojny światowej rozpoczęła naukę w szkole handlowej. Po wojnie kontynuowała ją w IX Państwowym Liceum Ogólnokształcącym im. Józefa Hoene-Wrońskiego, gdzie zdała maturę o profilu przyrodniczym. Następnie podjęła studia na Wydziale Matematyczno-Przyrodniczym Uniwersytetu Jagiellońskiego. Aktywnie uczestniczyła w działaniach Koła Naukowego Studentów Botaniki. W 1952 roku uzyskała tytuł magistra filozofii w zakresie botaniki na podstawie pracy pt. „Badania cytoembriologiczne nad Cenraurea scabiosa L.”, której promotorem była profesor Maria Skalińska.
W 1953 roku podjęła pracę nauczycielki biologii w V i VIII Liceum Ogólnokształcącym w Krakowie. Po kilku miesiącach została zatrudniona w Katedrze Botaniki Ogólnej Instytutu Botaniki Uniwersytetu Jagiellońskiego (później Zakład Anatomii i Cytologii Roślin) jako asystent, od grudnia 1955 jako starszy asystent. W 1961 roku uzyskała stopień doktora na podstawie rozprawy pt. „Badania nad sposobem rozmnażania tetraploidalnych biotypów Potentilla crantzii (Cr.) Beck i Potentilla arenaria Borkh. oraz ich mieszańców” realizowanej pod kierunkiem prof. Marii Skalińskiej. W tym samym roku objęła stanowisko adiunkta. Za pracę habilitacyjną pt. „Cyto-embriologia i problemy różnicowania cytologicznego w obrębie triploidalnej populacji Ornithogalum umbellatum L.” złożoną w 1968 r. otrzymała nagrodę indywidualną Ministra Oświaty i Szkolnictwa Wyższego. W 1970 roku zakład, w którym pracowała, przemianowano na Zakład Cytologii i Embriologii Roślin. W latach 1976–1981 pełniła funkcję zastępcy dyrektora Instytutu Botaniki. W 1979 roku uzyskała tytuł profesora nadzwyczajnego, a w 1994 profesora zwyczajnego. W ramach programu Socrates-Erasmus pełniła w latach 1992–1998 funkcję koordynatora kontaktów naukowych pracowników i wymiany studentów Uniwersytetu Jagiellońskiego z zagranicznymi szkołami wyższymi. W 1999 r. przeszła na emeryturę.
Zmarła 21 lutego 2008 roku w Krakowie. Została pochowana w rodzinnym grobie na Cmentarzu Rakowickim (kw. XXXVII, rz. 12, gr. 11).

## Działalność naukowa
Badania prowadziła głównie w obszarze embriologii, ale także cytogenetyki i kariologii roślin. W szczególności interesowały ją zagadnienia rozmnażania apomiktycznego roślin nasiennych. Z czasem stała się światowym autorytetem w zakresie embriologii roślin i apomiksji. Wyniki jej badań zawarto w kilku podręcznikach akademickich stanowiących kanon wiedzy z cytoembriologii.
Współpraca naukowa z dr Ireną Novotną z Czechosłowackiej Akademii Nauk zaowocowała opublikowaniem sześciu prac dotyczących embriologii kompleksu Arabis hirsuta. Z M.J.P. Scannell z Ogrodu Botanicznego w Dublinie (Irlandia) współpracowała, opracowując w latach 80. XX w. embriologię Hydrilla verticillata. Kontakty naukowe utrzymywała również z badaczami z Uniwersytetu w Tartu w Estonii czy Uniwersytetu Agronomicznego w Stambule.
Opublikowała około 120 prac z zakresu cytologii i embriologii, w tym jej dorobek naukowy obejmuje 64 publikacje oryginalne, 28 prac przeglądowych i monografii, 12 recenzji i sprawozdań z wydarzeń naukowych, a także liczne streszczenia referatów konferencyjnych. Od 1993 roku była członkinią Komitetu Redakcyjnego Acta Biologica Cracoviensia oraz Wiadomości Botanicznych. Zainicjowała i redagowała specjalny tom serii Botanical Guidebooks pt. „Past, Present, Future in Plant Embryology”, wydany na przełomie XX i XXI wieku. Oprócz artykułów naukowych publikowała także prace popularnonaukowe, w tym w czasopiśmie Chrońmy Przyrodę Ojczystą czy w cyklu Nauka dla wszystkich.

## Członkostwo
Była członkinią szeregu organizacji:
- Polskie Towarzystwo Botaniczne, w latach 1965–1966 skarbnik w Oddziale Krakowskim, członkini Sekcji Historii Botaniki[2],
- Komisja Biologiczna Krakowskiego Oddziału Polskiej Akademii Nauk[1],
- Polskie Towarzystwo Przyrodników im. Kopernika[1],
- International Association for Plant Taxonomy[1],
- International Organization of Plant Biosystematics[1],
- International Association of Sexual Plant Reproduction Researchers[1],
- Stowarzyszenie Absolwentów Uniwersytetu Jagiellońskiego, Członkini Zarządu (1999–2004), Prezeska (2001–2004)[1].

## Wybrane publikacje
- Romana Czapik, Badania cyto-embriologiczne nad Centaurea scabiosa L. (Cytological and embryological studies in Centaurea scabiosa L.), „Acta Soc. Bot. Pol.”, 23, 1954, s. 175–194.
- Romana Czapik, Badania kariologiczne nad polskimi gatunkami rodzaju Cirsium Mill em. Scop. (Karyological studies in species of Cirsium Mill em. Scop. occurring in Poland), „Acta Soc. Bot. Pol.”, 27, 1958, s. 483–489.
- Romana Czapik, Binucleate pollen mother cells in Potentilla alba L., „Acta Biol. Cracov., Ser. Bot.”, 4, 1961, s. 43–47.
- Romana Czapik, Karyotype analysis of Ornithogalum umbellatum L. and O. Gussonei Ten., „Acta Biol. Cracov., Ser. Bot.”, 8, 1965, s. 21–34.
- Romana Czapik, Problem of cytological differentiation within wild populations of Ornithogalum umbellatum L., „Genet. Polon.”, 8, 1967, s. 173–175.
- Romana Czapik, Chromosome numbers of Ornithogalum umbellatum L. from three localities in England, „Watsonia”, 6, 1968, s. 345–349.
- Romana Czapik, I. Novotná, Notes on meiosis in Arabis hirsuta s.str., A. sagittata and their hybrids, „Acta Biol. Cracov., Ser. Bot.”, 14, 1971, s. 11–26.
- Romana Czapik, Elementary apomictic processes in Rubus L., „Acta Soc. Bot. Pol.”, 50, 1981, s. 201–204.
- Romana Czapik, Secondary nucleus in Rosoideae, [w:] M.T.M. Willemse, J.L. Van Went (red.), Sexual plant reproduction in seed plants, fern and mosses, Pudoc, Wageningen, 1984, s. 150–152.
- Romana Czapik, Reduced parthenogenesis in diploid Sibbaldia procumbens L., „Apomixis Newslett.”, 2, 1990, s. 47–49.
- Romana Czapik, Morphological variability of suspensor in Agrimonia L. (Rosaceae), „Acta Biol. Cracov., Ser. Bot.”, 37, 1995, s. 19–24.
- Romana Czapik, Embriologia traw, [w:] L. Frey (red.), Księga Polskich Traw, Kraków: Instytut Botaniki im. W. Szafera, Polska Akademia Nauk, 2007, s. 129–144.

## Odznaczenia
Została odznaczona:
- Złotym Krzyżem Zasługi,
- Krzyżem Komandorskim Orderu Odrodzenia Polski,
- Medalem Komisji Edukacji Narodowej,
- Medalem S. G. Navashina, na Międzynarodowym Kongresie Embriologicznym w Leningradzie w 1990 r.,
- Medalem Doktora L’udevita Holuby’ego, przyznanym przez Słowackie Towarzystwo Botaniczne.